# Heliophobus saponariae
Heliophobus saponariae là một loài bướm đêm trong họ Noctuidae.